# Lethrus lamellifer
Lethrus lamellifer es una especie de coleóptero de la familia Geotrupidae.

## Distribución geográfica
Habita en Asia Central.